# بارني شرايبر
بارني شرايبر (بالإنجليزية: Barney Schreiber)‏ هو لاعب كرة قاعدة أمريكي، ولد في 8 مايو 1882 في ويفرلي في الولايات المتحدة، وتوفي في 6 أكتوبر 1964 في تشيليكوث في الولايات المتحدة.

## وصلات خارجية
- بارني شرايبر على موقعبيزبول رفرنس.كوم (الدوري الرئيسي) (الإنجليزية)
- بارني شرايبر على موقعبيزبول رفرنس.كوم (الدوري الثانوي) (الإنجليزية)